# Otto Reinfeldt-Reinlo
Otto Reinfeldt-Reinlo (Tallinn, 31 marzo 1899 – Tallinn, 7 luglio 1974) è stato un calciatore estone, e della Nazionale estone.

## Carriera

### Giocatore
Ha giocato nel VS Sport di Tallinn.

### Nazionale
Ha disputato 40 partite senza mai segnare, esordendo il 2 settembre 1925 contro la Polonia in un match finito 0-0.